# Znojemský tunel
Znojemský tunel je železniční tunel č. 225 na katastrálním území Znojmo na železniční trati Znojmo–Okříšky v km 103,808–103,843 mezi zastávkami Znojmo nemocnice a Citonice.

## Historie
Koncesi k vybudování a provozování dráhy Vídeň–Mladá Boleslav obdržela Süd-Norddeutsche Verbindungsba (SNDVB) dne 8. září 1868, jenže lišící se koncesní podmínky si vyžádaly vytvoření dceřiné společnosti. Tou byla Rakouská severozápadní dráha (ÖNWB) založena 26. července 1870 s cílem vybudovat druhé severojižní spojení v Čechách. Úsek Kolín–Golčův Jeníkov byl uveden do provozu v prosinci 1869, úsek Golčův Jeníkov–Havlíčkův Brod v prosinci 1870, v lednu 1871 pak úsek Havlíčkův Brod–Jihlava a 23. dubna 1871 konečně úsek Jihlava–Znojmo.
Tunel byl po druhé světové válce veden jako silniční nadjezd silnice I/38 přes železnici ve správě státní dráhy. Teprve v roce 1954 po dvouletém šetření byl administrativně zařazen mezi železniční tunely s číslem 225 a názvem Znojemský tunel.

## Geologie a geomorfologie
Tunel se nachází v geomorfologické oblasti Českomoravská vrchovina, celku Jevišovická pahorkatina s podcelkem Znojemská pahorkatina s okrskem Znojemská kotlina.
Z geologického hlediska je oblast tvořena biotitickou žulou a kvartérními sedimenty.

## Popis
Jednokolejný tunel byl původně postaven pro dvě koleje na železniční trati Znojmo–Okříšky mezi dnešními zastávkami Znojmo nemocnice a Citonice. Trať za zastávkou Znojmo nemocnice se stáčí doleva skalním zářezem s opěrnou zdí, na pravé straně pod Soudním vrchem do klenutého tunelu a pak se stáčí doprava a pokračuje po úbočí souběžně s Gránickým potokem k zastávce Citonice. Tunel leží v nadmořské výšce 290 m, je dlouhý 35,42 m, široký 8,20 m, vysoký 6 m. Tunel má sedm pasů vyzděných žulovými, rulovými a pískovcovými kvádry, nadloží je max. 10,2 m.